# Phyllophora
Phyllophora is een geslacht van rechtvleugeligen uit de familie sabelsprinkhanen (Tettigoniidae). De wetenschappelijke naam van dit geslacht is voor het eerst geldig gepubliceerd in 1815 door Thunberg.

## Soorten
Het geslacht Phyllophora omvat de volgende soorten:
- Phyllophora acuminata Karny, 1924
- Phyllophora aequifolia Karny, 1924
- Phyllophora angustata Brunner von Wattenwyl, 1898
- Phyllophora bidentata Karny, 1924
- Phyllophora bispinosa Karny, 1924
- Phyllophora boschmai de Jong, 1964
- Phyllophora brunnea Kirby, 1899
- Phyllophora cheesmanae de Jong, 1972
- Phyllophora dubia Karny, 1924
- Phyllophora eburneiguttata Kirby, 1899
- Phyllophora erosifolia Karny, 1924
- Phyllophora filicerca Karny, 1924
- Phyllophora guttata Karny, 1924
- Phyllophora heurnii Karny, 1924
- Phyllophora horvathi Blatchley, 1903
- Phyllophora inusta de Jong, 1946
- Phyllophora karnyi Kästner, 1933
- Phyllophora keyica Brunner von Wattenwyl, 1898
- Phyllophora laminata Karny, 1924
- Phyllophora longicerca Karny, 1924
- Phyllophora media Walker, 1870
- Phyllophora ovalifolia Kirby, 1899
- Phyllophora papuana Kästner, 1933
- Phyllophora parvidens Karny, 1924
- Phyllophora pellucida Karny, 1924
- Phyllophora picta Karny, 1924
- Phyllophora retroflexa Karny, 1924
- Phyllophora similis de Jong, 1972
- Phyllophora speciosa Thunberg, 1815